# FIFA-Konföderationen-Pokal 2017/Chile
Dieser Artikel behandelt die chilenische Fußballnationalmannschaft beim FIFA-Konföderationen-Pokal 2017. Chile nahm zum ersten Mal am Konföderationenpokal teil und qualifizierte sich durch den Gewinn der Copa América 2015, die Chile erstmals gewann. Die Chilenen erreichten nach den beiden Copa-Finalen 2015 und 2016 auch das Finale des Confed-Cups, verloren dieses aber gegen Weltmeister Deutschland mit 0:1.

## Kader
Am 19. Mai nominierte Chiles Trainer Juan Antonio Pizzi einen vorläufigen Kader mit 17 Spielern, die alle nicht mehr in Chile spielen. Am 2. Juni wurde der komplette Kader bekannt gegeben. Dabei wurde Nicolás Castillo gestrichen. Mit "*" markierte Spieler standen auch im siegreichen Kader der Copa América 2015 und mit "#" markierte Spieler im Kader für die Copa América Centenario 2016, die Chile ebenfalls gewann. Erfahrenste Spieler im Kader sind Rekordnationalspieler Claudio Bravo und Rekordtorschütze Alexis Sánchez mit 112 bzw. 110 Länderspielen. Chile stellt mit einem Durchschnittsalter von 29 Jahren und einem Monat den ältesten Turnierkader.
| Position                                                                   | Nr.                     | Name                    | Verein               | Geburts- datum | Einsätze | Tore | Debüt         | Letzter Einsatz | Spiele | Tore | Gelbe Karten | Gelb-Rote Karten | Rote Karten |  |
| -------------------------------------------------------------------------- | ----------------------- | ----------------------- | -------------------- | -------------- | -------- | ---- | ------------- | --------------- | ------ | ---- | ------------ | ---------------- | ----------- |  |
| Tor                                                                        | 01                      | Claudio Bravo*#         | Manchester City      | 13. Apr. 1983  | 112      | 0    | 2004          | 26. März 2017   | 3      |      | 1            |                  |             |  |
| Tor                                                                        | 23                      | Johnny Herrera*#        | Universidad de Chile | 9. Mai 1981    | 019      | 0    | 2002          | 13. Juni 2017   | 2      |      |              |                  |             |  |
| Tor                                                                        | 12                      | Cristopher Toselli#     | Universidad de Chile | 15. Juni 1988  | 009      | 0    | 2010          | 15. Jan. 2017   |        |      |              |                  |             |  |
| Abwehr                                                                     | 15                      | Jean Beausejour*#       | Universidad de Chile | 1. Juni 1984   | 091      | 06   | 2004          | 9. Juni 2017    | 4      |      | 1            |                  |             |  |
| Abwehr                                                                     | 13                      | Paulo Díaz              | San Lorenzo          | 25. Aug. 1994  | 006      | 0    | 2015          | 13. Juni 2017   | 2      |      |              |                  |             |  |
| Abwehr                                                                     | 10                      | Pablo Hernández#        | Celta Vigo           | 24. Okt. 1986  | 014      | 03   | 2014          | 9. Juni 2017    | 4      |      | 2            |                  |             |  |
| Abwehr                                                                     | 04                      | Mauricio Isla*#         | Cagliari Calcio      | 12. Juni 1988  | 090      | 04   | 2007          | 13. Juni 2017   | 5      |      |              |                  |             |  |
| Abwehr                                                                     | 18                      | Gonzalo Jara*#          | Universidad de Chile | 29. Aug. 1985  | 102      | 03   | 2006          | 9. Juni 2017    | 5      |      | 3            |                  |             |  |
| Abwehr                                                                     | 17                      | Gary Medel*#            | Inter Mailand        | 3. Aug. 1987   | 101      | 07   | 2007          | 13. Juni 2017   | 4      |      |              |                  |             |  |
| Abwehr                                                                     | 02                      | Eugenio Mena*#          | Sport Recife         | 18. Juli 1988  | 051      | 03   | 2010          | 13. Juni 2017   | 1      |      |              |                  |             |  |
| Abwehr                                                                     | 03                      | Enzo Roco#              | CD Cruz Azul         | 16. Aug. 1992  | 017      | 01   | 2012          | 13. Juni 2017   |        |      |              |                  |             |  |
| Mittelfeld/Sturm                                                           |                         |                         |                      |                |          |      |               |                 |        |      |              |                  |             |  |
| 20                                                                         | Charles Aránguiz*#      | Bayer 04 Leverkusen     | 17. Apr. 1989        | 058            | 07       | 2009 | 13. Juni 2017 | 5               |        |      |              |                  |             |  |
| 06                                                                         | José Pedro Fuenzalida*# | CD Universidad Católica | 22. Feb. 1985        | 044            | 03       | 2008 | 13. Juni 2017 | 3               |        |      |              |                  |             |  |
| 21                                                                         | Marcelo Díaz*#          | Celta Vigo              | 30. Dez. 1986        | 054            | 01       | 2011 | 13. Juni 2017 | 5               |        |      |              |                  |             |  |
| 14                                                                         | Felipe Gutiérrez*       | SC Internacional        | 8. Okt. 1990         | 035            | 04       | 2010 | 13. Juni 2017 |                 |        |      |              |                  |             |  |
| 22                                                                         | Edson Puch#             | Club Necaxa             | 9. Apr. 1986         | 017            | 02       | 2009 | 13. Juni 2017 | 2               |        |      |              |                  |             |  |
| 16                                                                         | Martín Rodríguez        | Cruz Azul               | 5. Aug. 1994         | 004            | 0        | 2014 | 13. Juni 2017 | 3               | 1      |      |              |                  |             |  |
| 09                                                                         | Ángelo Sagal            | CD Huachipato           | 18. Apr. 1993        | 005            | 02       | 2015 | 9. Juni 2017  | 1               |        |      |              |                  |             |  |
| 07                                                                         | Alexis Sánchez*#        | FC Arsenal              | 19. Dez. 1988        | 110            | 37       | 2005 | 13. Juni 2017 | 5               | 1      | 1    |              |                  |             |  |
| 05                                                                         | Francisco Silva*#       | CD Cruz Azul            | 11. Feb. 1986        | 033            | 0        | 2007 | 13. Juni 2017 | 4               |        |      |              |                  |             |  |
| 19                                                                         | Leonardo Valencia       | CD Palestino            | 25. Apr. 1991        | 006            | 0        | 2016 | 13. Juni 2017 | 2               |        |      |              |                  |             |  |
| 11                                                                         | Eduardo Vargas*#        | UANL Tigres             | 20. Nov. 1989        | 072            | 33       | 2009 | 13. Juni 2017 | 5               | 1      | 1    |              |                  |             |  |
| 08                                                                         | Arturo Vidal*#          | FC Bayern München       | 22. Mai 1987         | 090            | 20       | 2007 | 13. Juni 2017 | 5               | 1      | 2    |              |                  |             |  |
| Stand der Einsätze und Tore: 13. Juni 2017 (letztes Spiel vor dem Turnier) |                         |                         |                      |                |          |      |               |                 |        |      |              |                  |             |  |

## Vorbereitung
In der Vorbereitung auf das Turnier trafen die Chilenen am 2. Juni als erste CONMEBOL-Mannschaft in Santiago de Chile auf Burkina Faso und gewannen mit 3:0. Am 9. Juni spielten sie in Moskau erstmals gegen Confed-Cup-Gastgeber Russland und trennten sich mit 1:1, wobei Gary Medel sein 100. Länderspiel machte und der nicht für den Confed-Cup nominierte César Pinares eingewechselt wurde. Am 13. Juni verloren sie in Cluj-Napoca gegen Rumänien nach 2:0-Führung mit 2:3, wobei zwei Gegentore nach der Roten Karte für Gary Medel fielen.

## Gruppenphase
Chile traf in Gruppe B auf Weltmeister Deutschland, Asienmeister Australien und Afrikameister Kamerun, der sich nach der Gruppenauslosung als letzte Mannschaft für das Turnier qualifizierte. Gegen Australien gab es zuvor fünf Spiele, wovon vier Spiele gewonnen wurden und ein Spiel in der WM-Vorrunde 1974 remis endete. Gegen Deutschland gab es zuvor drei Pflichtspielniederlagen sowie je zwei Siege und Niederlagen in Freundschaftsspielen, erstere 1961 und 1968 jeweils in Chile. Gegen Kamerun gab es zuvor erst ein Spiel, das in der WM-Vorrunde 1998 remis endete. Nach einem Sieg gegen Kamerun sowie zwei Remis gegen Deutschland und Australien erreichte Chile als Gruppenzweiter das Halbfinale. Dort treffen sie auf Europameister Portugal. Beide trafen bisher dreimal aufeinander, wovon die Chilenen die ersten zwei 1928 – erstes Spiel der Chilenen außerhalb Südamerikas – und 1972 verloren und das letzte im März 2011 remis endete.
| Pl. | Land        | Sp. | S | U | N | Tore    | Diff. | Punkte |
| --- | ----------- | --- | - | - | - | ------- | ----- | ------ |
| 1.  | Deutschland | 3   | 2 | 1 | 0 | 007:400 | +3    | 07     |
| 2.  | Chile       | 3   | 1 | 2 | 0 | 004:200 | +2    | 05     |
| 3.  | Australien  | 3   | 0 | 2 | 1 | 004:500 | −1    | 02     |
| 4.  | Kamerun     | 3   | 0 | 1 | 2 | 002:600 | −4    | 01     |

| So., 18. Juni 2017, 21:00 Uhr (20:00 Uhr MESZ) in Moskau |   |            |           |
| Kamerun                                                  | – | Chile      | 0:2 (0:0) |
| Do., 22. Juni 2017, 21:00 Uhr (20:00 Uhr MESZ) in Kasan  |   |            |           |
| Deutschland                                              | – | Chile      | 1:1 (1:1) |
| So., 25. Juni 2017, 18:00 Uhr (17:00 Uhr MESZ) in Moskau |   |            |           |
| Chile                                                    | – | Australien | 1:1 (0:1) |

## Finalrunde

### Halbfinale
Im Halbfinale konnten die Chilenen sich im Elfmeterschießen durchsetzen, was ihnen nach dem Aus durch Elfmeterschießen im Achtelfinale der WM 2014 damit zum dritten Mal bei einem großen Turnier gelang.
| Mi., 28. Juni 2017, 21:00 Uhr (20:00 Uhr MESZ) in Kasan |   |       |                      |
| Portugal                                                | – | Chile | 0:0 n. V., 0:3 i. E. |

### Finale
| So., 2. Juli 2017 um 21:00 Uhr (20:00 Uhr MESZ) in Sankt Petersburg |   |             |           |
| Chile                                                               | – | Deutschland | 0:1 (0:1) |